# Tortula toutonii
Tortula toutonii är en bladmossart som beskrevs av Maurice Bizot 1973. Tortula toutonii ingår i släktet tussmossor, och familjen Pottiaceae. Inga underarter finns listade i Catalogue of Life.